# Epaminondas Abate
Epaminondas Abate fue un médico e inventor de origen italiano del siglo XIX.

## Biografía
Epaminondas Abate nació en Nápoles, Reino de las Dos Sicilias ca. 1830.
En 1848 abrió en Nápoles un estudio de estenografía y publicó como ensayo su discurso de apertura en Breve notizia sulla stenografia. El 1 de marzo de 1849 el Parlamento de Nápoles lo nombró director del servicio de estenografía de ese cuerpo legislativo encargándole la apertura de una escuela del oficio.
Ya en el ámbito de la salud pública, ese mismo año publicó su Propuesta de un reglamento sanitario para controlar la sífilis, especialmente aplicable a la guarnición de Nápoles (Proposta di un regolamento sanitario per menomare la sifilide: specialmente applicabile alla guernigione di Napoli) y en 1854 sus Preceptos sanitarios para uso del pueblo a fin de evitar el cólera (Precetti igienici ad uso del popolo, affin di preservarsi dal colera).
En 1857 publicó un ensayo sobre ferrocarriles, En los ferrocarriles de Calabria, y en 1859 otro sobre el telégrafo, Acerca del telégrafo eléctrico.
Alcanzó cierta reputación al "petrificar" el cadáver de un joven y exhibirlo en el Convento de Santa Maria della Nuova en Nápoles y por sugerencia del emperador francés Napoleón III, Abate pasó a América del Sur para ofrecer su procedimiento a los estados del Río de la Plata para ser destinado a la conservación de carnes, uno de los principales recursos de la región.
En 1870 arribó a la ciudad de Buenos Aires y el 26 de agosto de ese año presentó notas al Gobierno Argentino ofreciendo sus servicios, destacando el supuesto éxito de sus experimentos e informando sus pretensiones, que tras estudiarlas el estado consideró exageradas.
El Congreso de la Nación Argentina trató sin embargo el proyecto y pese a la defensa del mismo por los diputados Cleto del Campillo y Eduardo Costa, la mayoría acompañó la posición de sus opositores, encabezada por José Mármol, Guillermo Rawson y José Antonio Ocantos, por lo que la propuesta fue finalmente rechazada.
Abate decidió entonces registrar su invención para la "Aplicación del calor o del frío" a las carnes en la Oficina de Patentes Industriales. Aunque los doctores Miguel Puiggari y Manuel Aráuz, quienes redactaron el informe, acordaron conceder la patente el 21 de diciembre de 1870 con privilegio por 15 años, Puiggari reveló públicamente que la supuesta invención del doctor Abate era puramente teórica, que estaba aún en experimentación y que jamás había conseguido conservar fresca ni una libra de carne y que su propuesta se reducía a implementar técnicas conocidas como el uso de aparatos frigoríficos y ventiladores mecánicos para enfriar las bodegas de los barcos.
Ante esto y pese a contar con su patente, Abate no obtuvo inversores interesados ni inició por su cuenta empresa alguna y tras pasar por Uruguay sin mayor éxito, presentó su propuesta al Imperio del Brasil.
Por decreto N° 4757 del 2 de julio de 1871 firmado por el Consejero Theodoro Machado Freire Pereira da Silva, Ministro de Agricultura, Comercio y Obras Públicas de la Regencia, se concedió por 10 años «privilegio al Dr. Epaminondas Abate para usar de un proceso de su invención destinado a la conservación de carne y otras substancias alimenticias.»
Sin embargo finalmente tampoco en Brasil encontró adhesión a su propuesta y viajó a Gran Bretaña. Allí se instaló en Regent-square, Middlesex, y el 19 de junio de 1872 registró en la oficina de patentes británica su invento que calificó de «mejora en la conservación de alimentos o sustancias orgánicas y también en las máquinas o aparatos empleados en la misma, partes de máquinas o aparatos que son aplicables a la fabricación de hielo, y para fines de refrigeración.»
Regresó finalmente a su patria y en un postrer intento en 1875 publicó su ensayo La pietrificazione dei cadaveri e la importazione delle carni fresche dall'America del Sud - invenzioni di Epaminonda Abate.
Nuevamente abocado a la salud pública, en 1884 publicó Il colera sua etiologia e cura.
Según el historiador Vicente Osvaldo Cutolo, llegó a ser miembro del Consejo Superior del Reino de Italia.